# Stratiomys potanini
Stratiomys potanini är en tvåvingeart som först beskrevs av Pleske 1899.  Stratiomys potanini ingår i släktet Stratiomys och familjen vapenflugor. Inga underarter finns listade i Catalogue of Life.